# Guadalupe y Calvo
Guadalupe y Calvo es una población del estado mexicano de Chihuahua. Está situada en el sur de la entidad, en lo profundo de la Sierra Madre Occidental y es una de las poblaciones más aisladas de su territorio. Es cabecera del municipio del mismo nombre.
El asentamiento fue fundado el 3 de agosto de 1708 por el misionero jesuita Tomás de Guadalajara. En 1745 se abrieron en la región minas productoras de minerales, lo que provocó un aumento de la población.
El nombre Guadalupe y Calvo se le da en honor a la Virgen de Guadalupe y al gobernador del estado, José Joaquín Calvo.
En 1843 llegó a existir la casa de la moneda de Guadalupe y calvo, dirigida por Thomas Mackintosh, en la actualidad es conocida como "la casa de la cultura de Gpe. y Calvo" y funge un papel muy importante como oficina de gobierno.

## Localización y demografía
Guadalupe y Calvo se encuentra localizado en el extremo sur del estado, siendo la cabecera municipal más meridional de Chihuahua; además de una de las más aisladas geográficamente con respecto a la capital y el resto del estado, con motivo de lo abrupto de su entorno natural. Se encuentra en las coordenadas geográficas 26°05′42″N 106°57′52″O / 26.09500, -106.96444 y a una altitud de 2 340 metros sobre el nivel del mar.
Su única vía de comunicación terrestre es un ramal de la Carretera Federal 24 que la una hacia el noreste a 250 kilómetros a la ciudad de Hidalgo del Parral y ahí al resto del estado y del país. 
De acuerdo al Censo de Población y Vivienda de 2010 realizado por el Instituto Nacional de Estadística y Geografía la población de Guadalupe y Calvo es de un total de 5 816 habitantes, de los 2 821 son hombres y 2 995 son mujeres.